# Jemima Sumgong
Jemima Jelagat Sumgong (Distrito de Nandi, 21 de dezembro de 1984) é uma corredora de longa distância e campeã olímpica queniana. Especializada na maratona, ela venceu as maratonas de Londres e Roterdã e conquistou a medalha de ouro na Rio 2016, a primeira atleta do Quênia a se tornar campeã olímpica da prova.

## Carreira
Começou a competir internacionalmente em 2004, aos 20 anos, disputando provas de estrada e de rua no circuito norte-americano, em distâncias entre 10 km e a meia-maratona. Em novembro de 2006 fez o melhor tempo do mundo para a meia-maratona em Trinidad e Tobago, vencendo a prova em Saint Augustine em 1:12:08. Naquele mesmo ano estreou em maratonas, vencendo a Maratona de Las Vegas. Sua estreia em maratonas europeias foi no ano seguinte, na Maratona de Frankfurt, com um quarto lugar e o tempo de 2:29:41. Em 2009, passou a servir nas Forças Armadas do Quênia, casou-se e teve uma filha, afastando-se temporariamente das competições.
Retornando no final de 2011 após o nascimento da filha, ela venceu a Maratona de Castellón, na Espanha, com o recorde pessoal de 2:28:32, na qual ganhou 6000 euros. Na Maratona de Boston de 2012 ficou em segundo lugar; após a prova; porém, ela testou positivo para prednisolona e foi suspensa por dois anos pela Federação de Atletismo do Quênia. Ela apelou à IAAF que desconsiderou a punição, já que a substância encontrada na injeção que tomou era então permitida pelas regras da Federação Internacional. Em 2013 ela venceu a Maratona de Roterdã em 2:23:27, quebrando sua marca pessoal em mais de seis minutos. No mesmo ano, ficou em segundo lugar para a compatriota Rita Jeptoo na Maratona de Chicago, abaixando ainda mais seu tempo, com 2:20:48, seu atual recorde pessoal oficial.
Em 2014, ficou em quarto lugar na Maratona de Boston com o tempo de 2:20:41, sete segundos mais rápida que em Chicago, mas a marca não pode ser reconhecida como seu melhor tempo pessoal porque, pelas regras da IAAF, as condições do percurso de Boston não permitem que os tempos ali conquistados sejam oficialmente reconhecidos. Em novembro, disputou a Maratona de Nova York ficando em segundo lugar para a compatriota Mary Keitany, numa chegada com a menor diferença de tempo entre as duas primeiras colocadas nesta prova, apenas três segundos.
Selecionada para representar o Quênia na maratona do Campeonato Mundial de Atletismo de Pequim 2015, Sungomg esteve no grupo de quatro corredoras que permaneceu junto até os últimos 300 metros da prova, cedendo espaço já praticamente dentro do túnel do estádio, terminando em quarto lugar, em 2:27:42, na mais apertada chegada de uma maratona na história dos campeonatos mundiais, com sete segundos de diferença entre a primeira, a etíope Mare Dibaba, e a quarta colocada.
Em abril de 2016, ela venceu a Maratona de Londres, depois de levar uma queda próximo de uma bancada de fornecimento de água, machucar a cabeça, se recuperar e vencer em 2:22:58; a vitória em Londres lhe garantiu um lugar na equipe queniana para os Jogos Olímpicos da Rio 2016. Correndo sob calor e sol devido às condições climáticas peculiares do inverno do Rio de Janeiro e numa prova que terminou ao meio-dia, Jemima conquistou a medalha de ouro com a marca de 2:24:04, a terceira mais rápida de uma campeã de uma maratona olímpica, derrotando duas das corredoras que a haviam vencido em Pequim no Mundial do ano anterior, Eunice Kirwa, do Bahrein, vice-campeã mundial e Dibaba, campeã mundial, prata e bronze na maratona do Rio de Janeiro. Jemima encerrou o vitorioso ano de 2016,vencendo a Corrida Internacional de São Silvestre estabelecendo um novo recorde chegando em 1º com tempo de 48m35s.
Em abril de 2017, entretanto, ela foi pega num exame antidoping aleatório no Quênia, que acusou a presença da substância proibida eritropoietina (EPO) em seu sangue. O caso, que continua em processo de investigação, ainda não teve conclusão oficial mas ela foi preventivamente suspensa de participar de quaisquer competições.

## Vida pessoal
Sumgong é casada com o também atleta Noah Tallam, com quem tem uma filha nascida em 2011. Como militar, serve na Força Aérea do Quênia e após a conquista da medalha de ouro olímpica foi promovida a cabo pelo comando da Aeronáutica assim que retornou a seu país, numa cerimônia na Base Aérea de Moi.